# Xifratge Rail Fence
El xifratge Rail Fence és un tipus de xifratge per transposició que consisteix en escriure el text fent ziga-zagues al llarg d'una quantitat de rails escollida, i posteriorment extreure el text rail per rail.

## Encriptació
Si escollim la clau 4 (és a dir, utilitzar quatre rails), i el missatge per encriptar "se m'ha escapat l'ornitorrinc al matí", el procés serà el següent:
```
Missatge normal:
 SE MHA ESCAPAT LORNITORRINC AL MATI

Clau:
 4
```

Escrivim el missatge al llarg de quatre rails, canviant de rail a cada lletra (quan arribem a baix tornem cap amunt).
```
S . . . . . S . . . . . L . . . . . O . . . . . A . . . . .
. E . . . E . C . . . T . O . . . T . R . . . C . L . . . I
. . M . A . . . A . A . . . R . I . . . R . N . . . M . T .
. . . H . . . . . P . . . . . N . . . . . I . . . . . A . .
```

I a continuació copiem les lletres per l'ordre en què les llegiríem normalment (fila per fila).
```
Missatge xifrat:
 SSLO AEEC TOTR CLIM AAAR IRNM THPN IA
```

Com és habitual, s'ha dividit el missatge encriptat en blocs de quatre lletres (per facilitar-ne la lectura i amagar l'espaiat original).